# Edith McGuire

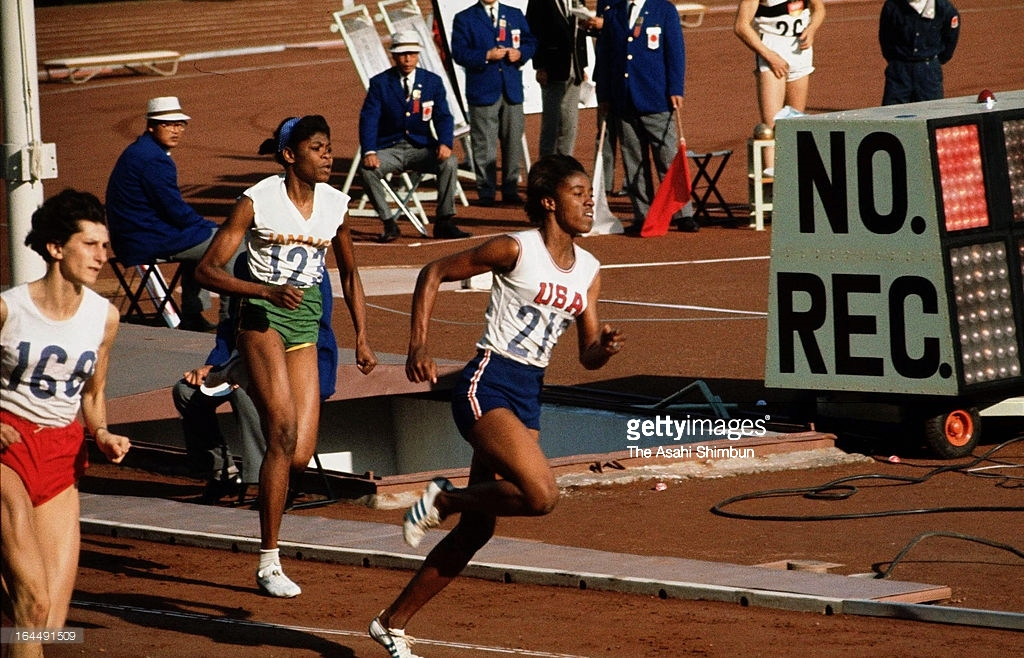
Edith McGuire op weg naar de overwinning op de 200 m tijdens de OS van Tokio in 1964.

Edith Marie McGuire later Edith McGuire-Duvall (Atlanta, 3 juni 1944) is een voormalige Amerikaanse atlete, die gespecialiseerd was in de sprint. Haar sportcarrière was kort. Ze werd olympisch kampioene en meervoudig Amerikaans kampioene op diverse sprintafstanden. Haar favoriete afstand was de 200 m. Ze werd ook olympisch kampioene in deze discipline.

## Biografie

### Atletiek op school en universiteit
McGuire was de jongste van vier kinderen van een dienstbode en een spoorwegarbeider. Zij deed haar eerste ervaring met de atletieksport op tijdens de 1 mei-viering op haar lagere school. Op de middelbare school, de Archer High School in Atlanta, begon zij uit te blinken in die sport, terwijl zij daarnaast ook basketbal speelde en deel uitmaakte van een groep cheerleaders. Nadat zij op vijftienjarige leeftijd de beste sprintster van alle middelbare scholen in Atlanta, Fronnie Tucker, had verslagen, bracht haar coach Marian Armstrong-Perkins haar onder de aandacht van Ed Temple, de coach van de Tigerbelles, het zeer succesvolle sprintteam van de universiteit van Tennessee in Nashville. In 1961 volgde haar overstap naar deze universiteit, waarna zij al gauw werd opgenomen in het team van de Tigerbelles, waarvan verder de olympische kampioenen Wilma Rudolph en Wyomia Tyus deel uitmaakten.

### Eerste successen
Twee jaar later boekte McGuire haar eerst nationale successen door in eigen land nationaal indoorkampioene te worden en later, tijdens het baanseizoen, de Amerikaanse titel op de 100 yd voor zich op te eisen. Internationaal liet zij zich dat jaar gelden op de Pan-Amerikaanse Spelen in São Paulo, waar zij de 100 m won en brons veroverde bij het verspringen.

### OS 1964: eenmaal goud en tweemaal zilver
In 1964 vertegenwoordigde McGuire de Verenigde Staten op de Olympische Spelen van Tokio. Hier won ze eerst op de 100 m een zilveren medaille achter haar landgenote Wyomia Tyus (goud) en voor de Poolse Ewa Kłobukowska (brons). Daarna veroverde ze goud op de 200 m voor de Poolse Irena Kirszenstein (zilver) en de Australische Marilyn Black. Haar winnende tijd van 23,0 s betekende een olympisch record, dat sinds 1956 op naam had gestaan van Betty Cuthbert. Ook Kirszenstein en Black, die beiden 23,1 lieten noteren, bleven onder het oude record. Als laatste won ze met haar teamgenotes een zilveren medaille op de 4 x 100 m estafette; dit team bestond naast McGuire uit Willye White, Wyomia Tyus en Marilyn White. Hiermee werd zij na Wilma Rudolph de tweede Afro-Amerikaanse die drie medailles won op één olympisch toernooi.

### Einde atletiekloopbaan
Een jaar later beëindigde McGuire haar sportcarrière. Ze rondde haar studie in het basisonderwijs aan de universiteit van Tennessee met succes af en ging aan de slag als lerares. Ze stond vervolgens negen jaar voor de klas, waarna zij en haar echtgenoot Charles Duvall naar Detroit verhuisden. Later verhuisde het tweetal naar Oakland, waar zij samen eigenaar werden van een drietal fastfood-restaurants. Daarnaast was Edith McGuire zowel in Oakland als in Detroit actief betrokken bij de hulpverlening aan kansarme kinderen.

## Titels
- Olympisch kampioene 200 m - 1964
- Pan-Amerikaanse Spelen kampioene 100 m - 11,65 s
- Amerikaans kampioene 100 yd - 1963
- Amerikaans kampioene 200 m - 1964
- Amerikaans kampioene 220 yd - 1965
- Amerikaans indoorkampioene 200 yd - 1965
- Amerikaans indoorkampioene 220 yd - 1966
- Amerikaans indoorkampioene verspringen - 1963

## Persoonlijke records
| Onderdeel   | Prestatie | Jaar |
| ----------- | --------- | ---- |
| 100 m       | 11,47 s   | 1964 |
| 200 m       | 23,05 s   | 1964 |
| verspringen | 5,91 m    | 1961 |

## Palmares

### 100 yd
- 1963:  Amerikaanse kamp. - 11,0 s

### 100 m
- 1963:  Pan-Amerikaanse Spelen - 11,65 s
- 1964:  OS - 11,6 s

### 200 yd
- 1965:  Amerikaanse indoorkamp. - 21,9 s

### 200 m
- 1964:  Amerikaanse kamp. - 23,6 s
- 1964:  OS - 23,0 s (OR)

### 220 yd
- 1965:  Amerikaanse kamp. - 23,6 s
- 1966:  Amerikaanse indoorkamp. - 24,1 s

### verspringen
- 1963:  Amerikaanse indoorkamp. - 5,89 m
- 1963:  Pan-Amerikaanse Spelen - 5,48 m

### 4 x 100 m
- 1964:  OS - 43,9 s

1948: Fanny Blankers-Koen ·
1952: Marjorie Jackson ·
1956: Betty Cuthbert ·
1960: Wilma Rudolph ·
1964: Edith McGuire ·
1968: Irena Szewińska ·
1972: Renate Stecher ·
1976: Bärbel Eckert ·
1980: Bärbel Wöckel ·
1984: Valerie Brisco-Hooks ·
1988: Florence Griffith-Joyner ·
1992: Gwen Torrence ·
1996: Marie-José Pérec ·
2000: Pauline Davis-Thompson ·
2004: Veronica Campbell ·
2008: Veronica Campbell ·
2012: Allyson Felix ·
2016: Elaine Thompson ·
2020: Elaine Thompson ·
2024: Gabrielle Thomas